# Ланцюги (фільм)
«Ланцюги» («Chained») — американська мелодрама режисера Кларенса Брауна 1934 року.

## Сюжет
Бажаючи одружитися зі своєю помічницею Діаною Ловерінг, магнат судноплавства Річард Філд просить свою дружину, яка живе за кордоном, дати розлучення. Однак дружина не хоче втрачати свій соціальний статус і відмовляє в проханні Річарду, готова змиритися навіть з коханкою чоловіка. Хоча Діана стверджує, що вона буде любити його і не розраховує на шлюб, але Річард сповнений рішучості домогтися свого. Він умовляє Діану здійснити морську подорож в Південну Америку, на одному з його кораблів, щоб у розлуці перевірити почуття.
Діана погоджується на круїз і дає обіцянку повернутися, що б не сталося. Це було необачна клятва, оскільки вона не підозрювала, що її почуття лише симпатія і ніжна прихильність, а справжнє почуття накриє її з головою, коли вона познайомиться на борту судна з Майком Бредлі — успішним власником ранчо в околицях Буенос-Айреса. Розуміючи, що вона потрапила у власну пастку і не в силах розірвати ланцюги, вона намагається заглушити почуття, але повторна зустріч в готелі і проведений разом час на ранчо, змушує визнати всю глибину своїх почуттів.
Діана розповідає Майку, що вона пов'язана зобов'язаннями і не зможе зрадити Річарда. Закохані приходять до угоди, що Діана повинна повернутися додому і пояснити все Річарду. Але після повернення Річард їй оголошує, що він домігся розлучення з дружиною і тепер до їхнього шлюбу всі шляхи відкриті. Знаючи як її любить Річард, Діана готова принести свою любов на жертовний вівтар, не розуміючи, в яку безодню безвиході вона затягне всіх трьох.

## У ролях
- Джоан Кроуфорд — Діана Ловерінг
- Кларк Гейбл — Майк Бредлі
- Отто Крюгер — Річард Філд
- Стюарт Ервін — Джон Л. «Джонні» Сміт
- Уна О'Коннор — Емі, покоївка Діани
- Мерджорі Гатесон — місіс Луїз Філдс
- Акім Тамірофф — Пабло